# Tlogomulyo (Gubug)
Tlogomulyo is een bestuurslaag in het regentschap Grobogan van de provincie Midden-Java, Indonesië. Tlogomulyo telt 4306 inwoners (volkstelling 2010).